# 田中路子
田中 路子（たなか みちこ、1909年7月15日 - 1988年5月18日）は、日本の女優、声楽家。生涯の半生以上を欧州で過ごした。「MICHI」の愛称でドイツ語圏で有名だった。

## 生涯

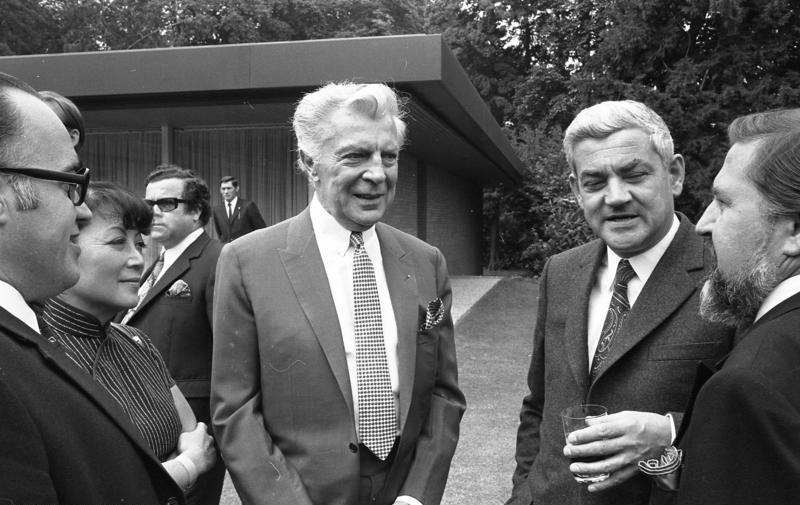
中央が夫の、その左に路子。夫の右はホルスト・エームケ

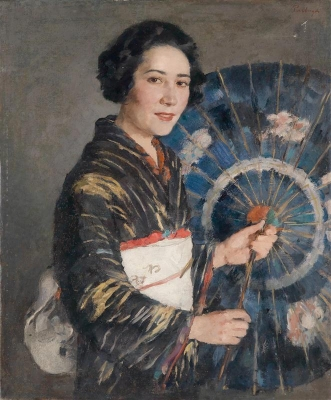
1935年以前（ Perlberger画）

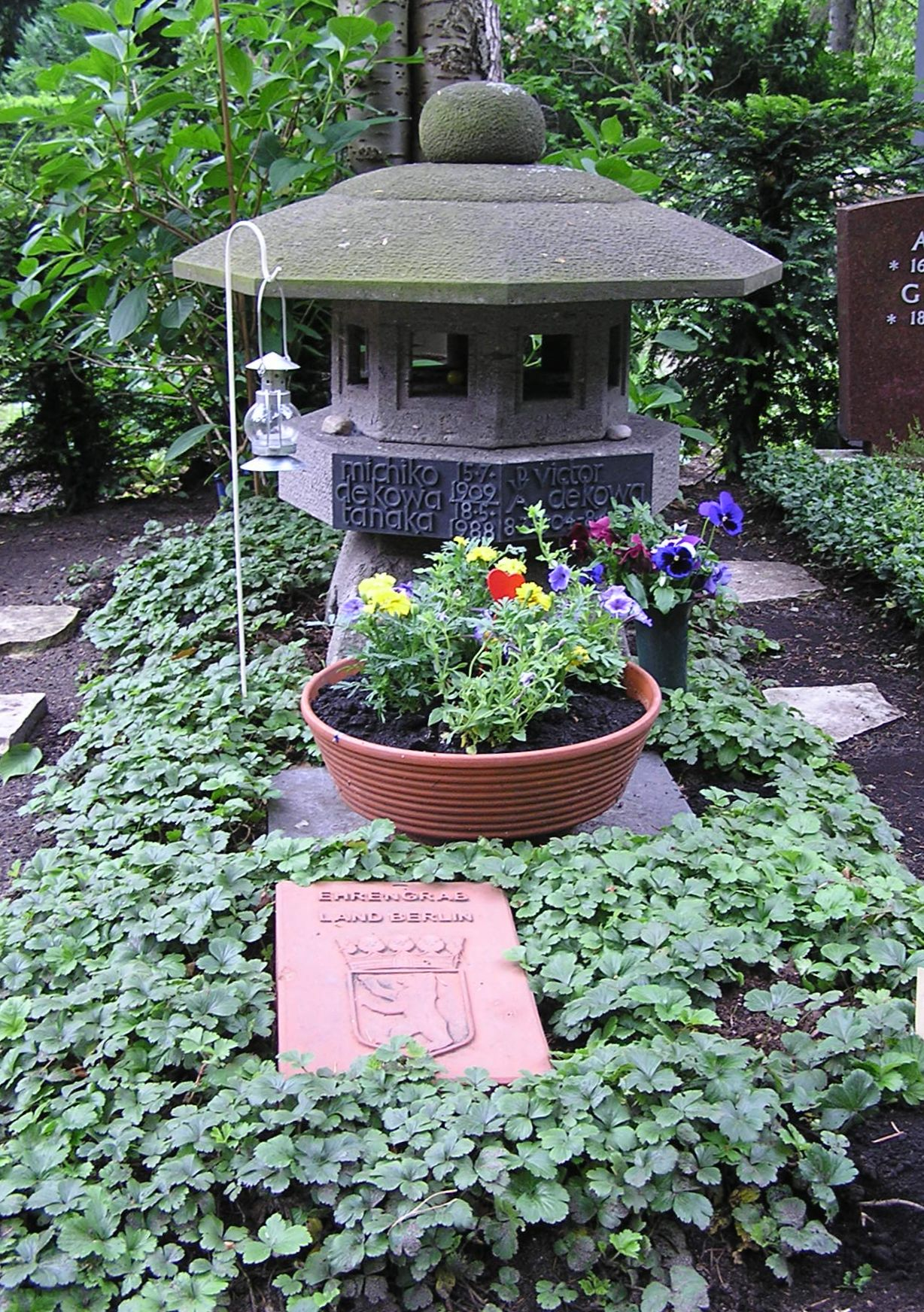
ベルリン市内にあると田中路子の名誉墓碑

1909年に、東京府神田区（神田鈴木町17）で日本画家・田中頼璋の一人娘として生まれる。17代目中村勘三郎とは根岸小学校の時に同窓だったことがある。小学校卒業後文化学院に入学したが、雙葉高等女学校（現雙葉中学校・高等学校）に転校。関東大震災後に母方の実家がある広島市へ移り、広島英和女学校（現広島女学院中学校・高等学校）に転学した。当時の音楽教師は杉村春子だった。広陵中学（現・広陵高校）のエース銭村辰巳に初恋をした。4年後帰京し、東京音楽学校（現・東京芸術大学）へ入学。両親は1930年、広島市の饒津神社近くに家を買い隠居した。
東京音楽学校声楽科本科在籍中に齋藤秀雄と不倫の噂が立ち、いたたまれなくなった路子は近衛秀麿の薦めもあってウィーンへハープを学ぶ予定で留学、1930年に渡航する。
ウィーン国立歌劇場でマリア・イェリッツァの『サロメ』を聴いて感動し声楽に転向、ウィーン国立音楽大学声楽科に入学。
後見人の駐墺日本公使夫妻や下宿先の男爵夫人公使の計らいで、ウィーンの社交界にデビュー。時の財政界の重鎮で40歳年上のユリウス・マインル2世（オーストリア大手コーヒー商・食品会社の2代目）と出会い1931年に結婚。夫の支援を得て、その後はウィーンを中心に歌手・女優としても活躍、1935年にはオーストリア・ヴィーナーフィルム制作の映画『恋は終りぬ』に主演し、アルベルト・バッサーマンやハンス・ヤーライ等、当時の人気俳優達と共演した。因みにこの時の主題歌はリヒャルト・タウバーによって書き下ろされた。戦争の色濃くなってきた1937年には活躍の場を英仏に拡げる。1937年のフランス映画『ヨシワラ』では主役の芸者コハルを演じ、劇中で歌も披露したが、国辱的な映画に出演したとして日本からは大きな批判を受けた。同年のアメリカ映画『大地』では、主役の中国人女性の役に抜擢されたものの、日本人の出演に反対が出たため役を逃した。
女優として、また恋多き女性として、早川雪洲やカール・ツックマイヤー、リヒャルト・タウバー等、多くの演劇人らと交際を続ける中、ドイツ人のシャンソン歌手で俳優・演出家ヴィクター・デ・コーヴァと運命的な出逢いを遂げ、1939年（1941年とも）にマインル2世と離婚、同年にマインル2世を仲人に迎えデ・コーヴァと再婚する。同時期にベルリンに住んでいた邦正美によると、デ・コーヴァとの結婚に際し、アーリア人の混血を望まないヒトラーから路子の避妊手術を条件とされ、二人はそれに同意したという。
二人は第二次大戦中から戦後の混乱期に、ヒルデガルト・クネフ等多くの文化人を自邸に擁護し、後年同邸は『ベルリン・平和の島』と伝説に謳われた。戦後、日独間の民間大使としても活躍し、数回の帰国凱旋公演を行う。大賀典雄、小澤征爾や若杉弘を初めとして、欧州の楽壇へ広く日本人の音楽家を紹介した功績も大きい。ヘルベルト・フォン・カラヤン、カール・ベーム等とも親交が篤く、またヴィリー・ブラント、ヘルムート・シュミットの両元ドイツ首相とも交友があった。1950年には、早川雪洲に対し、1937年の在仏時に渡した毛皮や宝石の代金4万ドルの返還を求めて裁判を起こした。
1954年、日本映画『花のいのちを』（大映）に山本富士子、松島トモ子らと共に出演。同年、イタリア&日本（東宝）合作で、八千草薫をはじめ寿美花代、東郷晴子、鳳八千代、淀かほるら宝塚歌劇団生徒達も出演した映画『蝶々夫人』にスズキ役で出演。撮影はローマのチネチッタで行われ、蝶々夫人は八千草が演じた。
1959年には帝国劇場で『オペレッタ 蝶々さん』に主演。酒豪でも知られ、久しぶりで日本の地を踏んだ1977年の帝劇『喜劇蝶々さん』に出演予定が、前日タマゴ酒を飲み過ぎて休演となり、帝劇は切符の払い戻しをして大損害を被った。日本滞在中は、ホテルのベッドの下に、いつも日本酒の一升瓶が置いてあったという。1987年のサントリーホールにおける杮落とし公演の特別公演への出演が最後の出演となった。
1988年、ミュンヘンのマンションにて78歳で逝去。現在は、夫のヴィクター・デ・コーヴァと共にベルリン市内のヘーア通り墓地で名誉墓碑の下に眠っている。

## 代表的な出演舞台作品
- 蝶々夫人（1932年 グラーツ、ドイツ語上演）
- 踊子 ジャイナ（1935年 ウィーン・アン・デア・ウィーン劇場） ※初演＝本作品は路子への書き下ろしだった
- ゲイシャ（英語版、ドイツ語版）
- 魔弾の射手
- 帝劇ミュージカル『蝶々さん』

## 代表的な出演映画作品
- 恋は終りぬ Letzte Liebe (1935) Wiener Film KG Morawsky & Company（墺）制作 初出演で主演
- ヨシワラ Yoshiwara (1937) Les Films Excelsio（仏）制作　早川雪洲と共演
- アジアの嵐 Tempête sur l'Asie (1938) Rio Films（仏）制作　早川雪洲と共演
- 差出人の無い手紙　Anonyme Briefe (1949) Cordial-Film（独）制作
- 大使館の一夜 Skandal in der Botschaft (1950) Eichberg-Film（独）制作
- 花のいのちを (1954) 大映（日）
- 蝶々夫人 Madama Butterfly (1954) リッツォーリ・フィルム（伊）、東宝（日）合作
- 最期の日まで Bis zum Ende aller Tage (1961) NERO Film（独）制作、若林映子と共演

## 家族

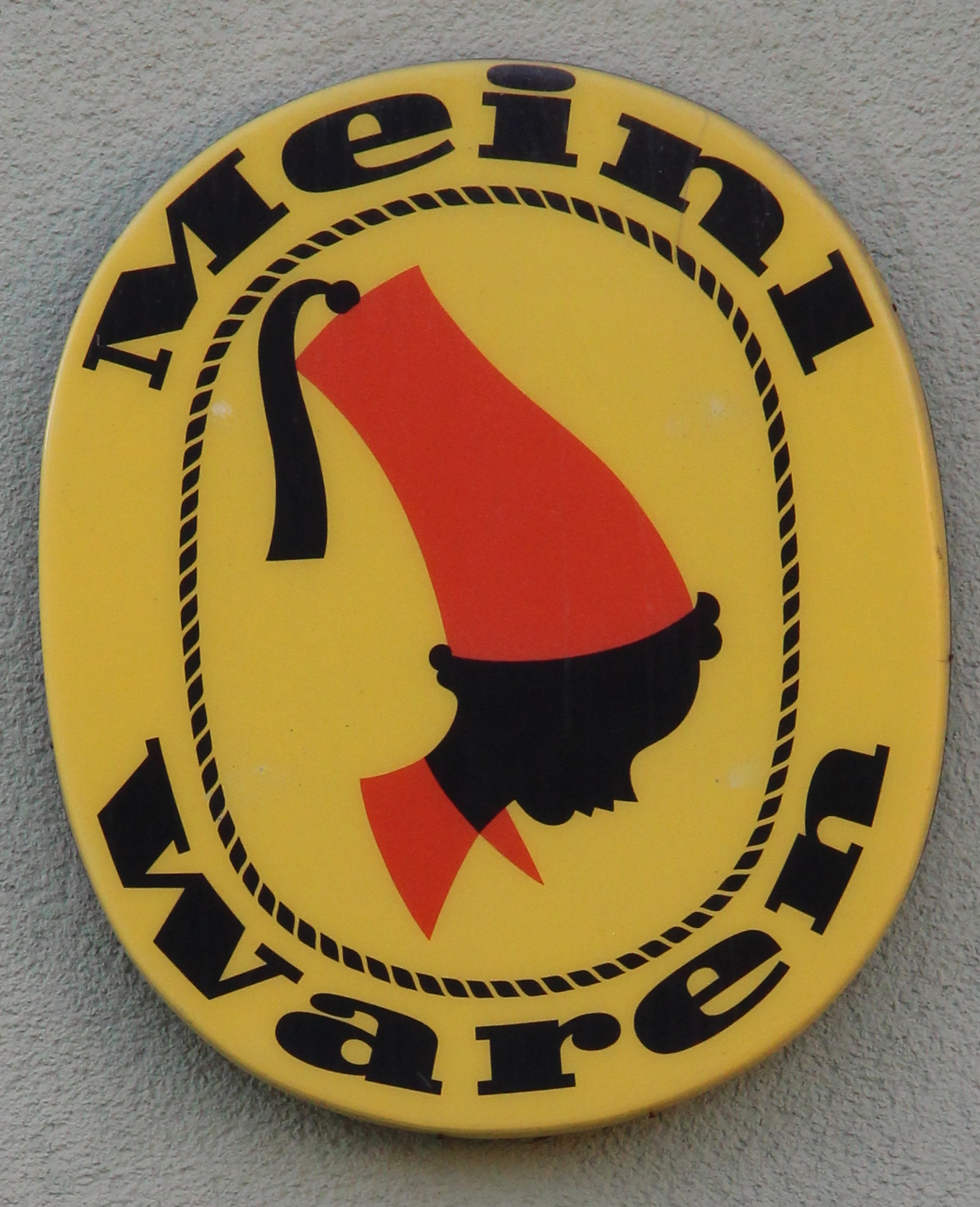
最初の夫マインルの会社は赤い帽子の黒人少年のマークで世界的に知られた。少年の絵は路子が描いたものという

- 父・田中頼璋(らいしょう、1868-1940) - 島根県邑智郡市木村（現・邑南町市木）の庄屋の家系に生まれたが、明治維新後没落したため、旅絵師となって家計を支えた[16]。萩出身の日本画家森寛斎に師事し、30代半ばで上京して川端玉章の門下となり、日本美術協会展や帝展、文展で受賞を重ね、のちに帝展審査員も務めた[16][17]。写生風の山水画を得意とし、画塾も開いたが、関東大震災を機に広島に転居し、腎臓炎により73歳で逝去[16][17][18]。弟子に丸木位里など[16]。
- 先夫・ユリウス・マインル2世(1869-1944) - オーストリアの有名食品会社マインル社の経営者で大富豪。祖父が始めた食品店を父親がコーヒー豆ビジネスで成功させ、それを引き継ぎ発展させた。62歳の1931年に22歳の路子と結婚し、その財力で路子をオペラ歌手としてデビューさせ、路子主演の映画を制作するなど大いに支援した[19]。デ・コーヴァと恋仲となった路子のために1941年に離婚したが、二人とはその後も親しく交流した[19]。
- 後夫・ヴィクター・デ・コーヴァ（ドイツ語版）(1904–1973) - ゲルリッツ近郊の村（現・ポーランド）の農家の子として生まれ、ザクセンで育つ。軍事教練隊を経て、グラフィックデザインの職業訓練を受けたのち、演劇の道に進む。1927年に映画デビューし、ナチス・ドイツ時代は「天才名簿」に選ばれ、ナチスのプロパガンダ映画に出演し、国民的な映画俳優となる。路子とデ・コーヴァを最初に引き合わせた邦正美によると、デ・コーヴァはヘルマン・ゲーリングの支配下にあり、可愛がられていたが、ナチス党員ではなかったという[19]。早川雪洲と別れた路子と1941年にマインルを媒酌人に結婚し、路子がマインルから得た莫大な資金でベルリン西部に大豪邸を手に入れて新居とした[19][20]。この邸は芸術家の社交場となり、大賀典雄、小沢征爾、若杉弘はじめ多くの日本人も世話になった[19][20]。ヨーゼフ・ゲッベルスからストラディバリウスを贈られた諏訪根自子もこの家に居候していた[19]。

## 著書
- 『私の歩んだ道』朋文社、1954年3月。